# Eudendrium caraiuru
Eudendrium caraiuru is een hydroïdpoliep uit de familie Eudendriidae. De poliep komt uit het geslacht Eudendrium. Eudendrium caraiuru werd in 2003 voor het eerst wetenschappelijk beschreven door Marques & Oliveira. 